# Баница (община Струмица)
Вижте пояснителната страница за други значения на Баница.
Баница (на македонска литературна норма: Баница) е село в община Струмица на Северна Македония.

## География
Селото е отдалечено на 2 километра от общинския център Струмица.

## Етимология на името
Името на селото не е производно на тестеното изделие баница, а на баня.

## История
Според местни легенди старото име на селото е Бая и то съществувало преди изграждането на Струмица. В него живеел царят Константин с дъщеря си Струма, чийто гроб - Струмин гроб е край селото.
Селото се споменава в османски регистри от 1570 година като Шехр Азад, в превод Спасен град или Свободен град и е махала на града Струмица. В османски данъчни регистри на немюсюлманското население от вилаета Малешева от 1621-1622 година селото е отбелязано под името Баниче с 4 джизие ханета (домакинства).
От XVII век датира Мехмед ага хамам в селото. Запазени са и две бегови кули, както и Старата джамия от края на XVI век.
През XIX век селото е със смесено население. В „Етнография на вилаетите Адрианопол, Монастир и Салоника“, издадена в Константинопол в 1878 година и отразяваща статистиката на населението от 1873, Баница е посочено като село с 30 домакинства, като жителите му са 96 българи и 18 мюсюлмани. Според Стефан Веркович в 1889 година селото има 152 жители. Според статистиката на Васил Кънчов („Македония. Етнография и статистика“) от 1900 г. селото е населявано от 320 жители, от които 120 българи християни, 140 турци и 60 цигани.
По данни на секретаря на Българската екзархия Димитър Мишев („La Macédoine et sa Population Chrétienne“) в 1905 година християнското население на Баница се състои от 96 души цигани.
Според Димитър Гаджанов в 1916 година в Баница живеят 70 турци, а останалите жители на селото са българи.
В 1953 година селото има 601 жители, от които 520 македонци и 78 турци. В 1961 жителите са 729 – 718 македонци и 10 турци. Преброяването от 1971 показва 897 жители, а това от 1981 – 1086. По данни от преброяване 2002 Баница има 220 къщи и 1137 жители.
Според данните от преброяването през 2021 година Баница има 1191 жител.
| Националност     | Всичко |
| северномакедонци | 438    |
| албанци          | 0      |
| турци            | 0      |
| роми             | 0      |
| власи            | 0      |
| сърби            | 0      |
| бошняци          | 0      |
| други            | 753    |